# Сичиньяно-дельи-Альбурни
Сичиньяно-дельи-Альбурни (итал. Sicignano degli Alburni) — коммуна в Италии, располагается в регионе Кампания, в провинции Салерно.
Население составляет 3460 человек, плотность населения составляет 43 чел./км². Занимает площадь 80 км². Почтовый индекс — 84029. Телефонный код — 0828.
Покровителем коммуны почитается святой апостол и евангелист Матфей, празднование 21 сентября.